# Список игр серии Half-Life

Half-Life — серия компьютерных игр в жанре шутера от первого лица c элементами научной фантастики.
Первая игра в серии была разработана компанией Valve и выпущена Sierra Studios для платформы Windows в 1998 году. Для игры были выпущены две демоверсии: Day One в 1998 году и Uplink — в 1999 году. Игра получила положительные отклики от прессы и игроков и в последующем получила несколько продолжений. Через год после выхода оригинала было выпущено первое официальное самостоятельное дополнение, которое получило подзаголовок Opposing Force и также было выпущено для Windows. Ещё через 2 года, в 2001 году, были выпущены ещё 2 дополнения — для Windows было выпущено дополнение Blue Shift, а эксклюзивно для PlayStation 2 вышла кооперативная Decay. Все 3 дополнения были разработаны компанией Gearbox Software и изданы Sierra Studios. В том же 2001 году оригинальная Half-Life была впервые переиздана и получила свою единственную консольную версию, также разработанную Gearbox, которой стала версия для игровой приставки PlayStation 2.
Сразу после выпуска оригинальной игры в Valve начали работу над полноценным продолжением — Half-Life 2. Игра разрабатывалась в течение 6 лет и была выпущена в 2004 году для Windows. В том же году оригинальная Half-Life была вновь переиздана — игра была портирована на движок Source и была выпущена под названием Half-Life: Source. Half-Life 2 стала последней игрой, в качестве издателя которой выступала Sierra, так как Valve отказалась от сотрудничества из-за разногласий в способах распространения игры и предпочла в дальнейшем как самостоятельно распространять свои игры, так и выпускать их с другим издателем в лице компании Electronic Arts, которая впервые выступала в данной роли для издания версии для консоли Xbox в 2005 году.
В 2006 году Valve и компания Taito выпустили версию Half-Life 2 для аркадных автоматов, которая получила название Half-Life 2: Survivor. В том же году Valve выпустила продолжение — Half-Life 2: Episode One, которое, как и Half-Life 2, изначально было выпущено только для Windows. Оно стало первой частью запланированной трилогии. В 2007 году состоялся выход The Orange Box — сборника, в который вошли как вышедшие Half-Life 2 и Half-Life 2: Episode One, так и 3 новые игры: Portal — игра-головоломка, действие которой происходит в одной игровой вселенной с Half-Life, Team Fortress 2 — многопользовательский шутер от первого лица, сиквел игры Team Fortress Classic, который находился в разработке 9 лет, и Half-Life 2: Episode Two — вторая часть трилогии. Сборник, в отличие от Half-Life 2 и Episode One, изначально был выпущен не только для Windows, но и для консоли Xbox 360, а всего через несколько недель — для PlayStation 3. Третий заключительный эпизод изначально был запланирован к выходу до конца 2007 года, но так и не был выпущен.
В дальнейшем в серии продолжительный промежуток времени не выходило ни одной новой игры. Тем не менее, прошлые части франшизы переиздавались на новые платформы. В 2010 году Half-Life 2, Half-Life 2: Episode One, Half-Life 2: Episode Two были переизданы для операционной системы macOS. В 2011 году вышла Portal 2 — продолжение игры 2007 года. В течение 2013 года все вышедшие на тот момент игры серии были переизданы для операционной системы Linux, а оригинальная Half-Life и дополнения Opposing Force и Blue Shift были также выпущены для macOS. В 2014 году компания Nvidia выпустила Half-Life 2 для своего семейства устройств Nvidia Shield под управлением операционной системы Android, позже в том же году портировала Episode One, а в 2015 году выпустила и Episode Two. Помимо переизданий прошлых частей Valve одобрила создание и распространение некоторых фанатских игр по вселенной Half-Life, таких, как, Black Mesa.
В 2019 году, спустя ровно 21 год после выхода оригинальной игры и более чем 12 лет после выпуска последней игры серии, Half-Life 2: Episode Two, Valve анонсировала новую игру — Half-Life: Alyx, выход которой состоялся на платформе Windows для шлемов виртуальной реальности в 2020 году.

## Состав

### Игры
| Название                  | Разработчик | Издатели                                   | Платформы и даты выхода | Комментарии | Прим.  |
| ------------------------- | ----------- | ------------------------------------------ | --- | --- | ------ |
| Half-Life                 | Valve       | - Sierra Studios - Valve                   | - 1998 — Windows - 2001 — PlayStation 2 - 2013 — Linux, macOS                                                                            | - Версия для PlayStation 2 разработана компанией Gearbox Software - Версии для macOS и Linux разработаны компанией Valve - Valve является издателем цифровой версии | [ 8 ]  |
| Half-Life: Opposing Force | Gearbox     | - Sierra Studios - Valve                   | - 1999 — Windows - 2013 — Linux, macOS                                                                                                   | - Версии для macOS и Linux разработаны Valve - Valve является издателем цифровой версии | [ 9 ]  |
| Half-Life: Blue Shift     | Gearbox     | - Sierra Studios - Valve                   | - 2001 — Windows - 2013 — Linux, macOS                                                                                                   | - Версии для macOS и Linux разработаны Valve - Valve является издателем цифровой версии | [ 10 ] |
| Half-Life: Decay          | Gearbox     | - Sierra Studios                           | - 2001 — PlayStation 2 | — | [ 11 ] |
| Half-Life 2               | Valve       | - Sierra Studios - Valve - Electronic Arts | - 2004 — Windows - 2005 — Xbox - 2006 — Аркадный автомат - 2007 — PlayStation 3, Xbox 360 - 2010 — macOS - 2013 — Linux - 2014 — Android | - Sierra Studios издавала розничную версию для Windows - Valve является издателем цифровых версий - Electronic Arts является издателем версий для Xbox, Xbox 360 и PlayStation 3 - Версии для Xbox 360 и PlayStation 3 распространяются только в составе сборника The Orange Box - Версия The Orange Box для PlayStation 3 разработана Electronic Arts UK - Версия для аркадных автоматов Taito Type X+ разработана компанией Taito и выпущена под названием Half-Life 2: Survivor - Версии для macOS и Linux разработаны Valve - Версия для Android разработана Nvidia и доступна только для Nvidia Shield | [ 12 ] |
| Half-Life 2: Episode One  | Valve       | - Valve - Electronic Arts                  | - 2006 — Windows - 2007 — PlayStation 3, Xbox 360 - 2010 — macOS - 2013 — Linux - 2014 — Android                                         | - Valve является издателем цифровых версий - Electronic Arts является издателем версий для Xbox 360 и PlayStation 3 - Версии для Xbox 360 и PlayStation 3 распространяются только в составе сборника The Orange Box - Версия The Orange Box для PlayStation 3 разработана Electronic Arts UK - Версии для macOS и Linux разработаны Valve - Версии для Android разработаны Nvidia и доступны только для Nvidia Shield | [ 13 ] |
| Half-Life 2: Episode Two  | Valve       | - Valve - Electronic Arts                  | - 2007 — Windows, PlayStation 3, Xbox 360 - 2010 — macOS - 2013 — Linux - 2015 — Android                                                 | - Valve является издателем цифровых версий - Electronic Arts является издателем версий для Xbox 360 и PlayStation 3 - Версии для Xbox 360 и PlayStation 3 распространяются только в составе сборника The Orange Box - Версия The Orange Box для PlayStation 3 разработана Electronic Arts UK - Версии для macOS и Linux разработаны Valve - Версии для Android разработаны Nvidia и доступны только для Nvidia Shield | [ 14 ] |
| Half-Life: Alyx           | Valve       | - Valve                                    | - 2020 — Windows, Linux | - Для игры требуется шлем виртуальной реальности Valve Index, Oculus Rift, HTC Vive или Windows Mixed Reality | [ 15 ] |

### Прочее
Компания Valve, помимо линейки игр, выпускала различную продукцию (демоверсии, многопользовательские режимы и переиздание), которая связана с играми серии, но выпускалась отдельно от них под собственными названиями.
| Название                     | Платформы и дата выхода                        | | Прим.  |
| ---------------------------- | ---------------------------------------------- | --- | ------ |
| Half-Life: Day One           | - 1998 — Windows                               | Предрелизная демоверсия Half-Life, содержащая пять первых глав оригинальной игры и часть вырезанного контента, но имеющая несколько различий в геймплее.                                                                                    | [ 16 ] |
| Half-Life: Uplink            | - 1999 — Windows                               | Демоверсия Half-Life, включающая эксклюзивный уровень, основанный на одной из глав раннего билда оригинальной игры. Сюжет уровня завязан на том, что Фримену требуется послать спутниковый сигнал, чтобы открыть двери в комплекс «Лямбда». | [ 17 ] |
| Half-Life: Source            | - 2004 — Windows - 2013 — macOS, Linux         | Переиздание оригинальной Half-Life на движке Source. | [ 18 ] |
| Half-Life 2: Deathmatch      | - 2004 — Windows - 2010 — macOS - 2013 — Linux | Многопользовательский режим Half-Life 2. | [ 19 ] |
| Half-Life 2: Lost Coast      | - 2005 — Windows - 2013 — macOS, Linux         | Уровень-демонстрация обновлённых возможностей движка Source. Является вырезанным уровнем из ранней версии Half-Life 2. | [ 20 ] |
| Half-Life Deathmatch: Source | - 2006 — Windows - 2013 — macOS, Linux         | Многопользовательский режим Half-Life: Source, порт мультиплеера оригинальной Half-Life. | [ 21 ] |